# Boobs and Bricks
 (août 2025).
Boobs and Bricks est un film muet américain réalisé par Allan Dwan et sorti en 1913.

## Synopsis
Une jeune femme use de ses charmes pour soustraire de l'argent à des hommes importants et mariés…

## Fiche technique
- Titre : Boobs and Bricks
- Réalisation : Allan Dwan
- Genre : Comédie
- Distribution : Mutual Film
- Date de sortie :
  - États-Unis : 21 avril 1913

## Distribution
- J. Warren Kerrigan : John Bodkin
- Jessalyn Van Trump : la Belle de Podunk
- Jack Richardson : Jasper Ragout
- James Harrison : Fred Putman
- Charlotte Burton : la vendeuse itinérante